# Steviopsis
Steviopsis es un género de plantas perteneciente a la familia Asteraceae. Comprende 12 especies descritas y de estas, solo 10 aceptadas.

## Descripción
Las plantas de este género sólo tienen disco (sin rayos florales) y los pétalos son de color blanco, ligeramente amarillento blanco, rosa o morado (nunca de un completo color amarillo).

## Taxonomía
El género fue descrito por R.M.King & H.Rob. y publicado en Phytologia 22: 156. 1971.

## Especies aceptadas
A continuación se brinda un listado de las especies del género Steviopsis aceptadas hasta junio de 2012, ordenadas alfabéticamente. Para cada una se indica el nombre binomial seguido del autor, abreviado según las convenciones y usos.
- Steviopsis adenosperma (Sch.Bip.) B.L.Turner
- Steviopsis amblyolepis (B.L.Rob.) R.M.King & H.Rob.
- Steviopsis dryophila (B.L.Rob.) B.L.Turner
- Steviopsis dryophyla B.L.Turner
- Steviopsis fendleri (A.Gray) B.L.Turner
- Steviopsis nesomii B.L.Turner
- Steviopsis rapunculoides (DC.) R.M.King & H.Rob.
- Steviopsis squamulosa (A.Gray) B.L.Turner
- Steviopsis thyrsiflora (A.Gray) B.L.Turner
- Steviopsis vigintiseta (DC.) R.M.King & H.Rob.